# Apanteles pelops
Apanteles pelops är en stekelart som beskrevs av De Saeger 1944. Apanteles pelops ingår i släktet Apanteles och familjen bracksteklar. Utöver nominatformen finns också underarten A. p. bambeyduplus.